# Лешшо, Коломан
Коломан Лешшо (словац. Koloman Leššo; 3 ноября 1942, Сабинов — 27 сентября 2013, Братислава) — словацкий художник (карикатурист, сценограф, мультипликатор, керамист, иллюстратор), сценарист, фотограф. По образованию архитектор. Один из основоположников словацкой мультипликации.

## Творчество
В 1968 году окончил факультет архитектуры и градостроительства Словацкого технического университета в Братиславе. С 1968-го по 1972 годы работал на Чехословацком телевидении в Братиславе, а с 1971 года, как свободный художник, занимался живописью, керамикой, карикатурой, иллюстрацией, фотографией и мультипликацией. Свои работы он выставлял как в Чехословакии, так и за границей, и получал призы.

Он был одним из основателей словацкой мультипликации, в которую внес свой вклад как пионер нетрадиционных  художественных техник в анимации (использовал керамику, пластилин и дерево). Оформлял художественные фильмы Huncút králik (режиссёр Гелена Славикова-Рабарова, 1974), Fúkaj, Silák, Jeleniar (режиссёр Ярослав Погран, 1975) и Čierny hrad (режиссёр Барбара Экхольд, 1987). Тесно сотрудничал с режиссёром Франтишеком Юришичем, вместе с которым работал как над отдельными мультфильмами («Мудрый поросёнок» (Múdre prasiatko, 1982), «Ночная сказка» (Nočná rozprávka, 1983), «Фигурки и фигуры» (Figúrky a figuríny, 1983), «Ку-ка-ре-ку» (Ki-ki-ri-kí, 1985), «Предметы» (Objekty, 1990)), так и над мультсериалами («Сказки из глины» (Rozprávky z hliny, 1975—1980), «Маленькие герои» (Najmenší hrdinovia, 1985—1991) и «Глиняные сказки» (Hlinené rozprávky, 1995—2002)). 

Умер от тяжёлой болезни. Был похоронен на кладбище «Соловьиная долина» в Братиславе.

## Награды
- Приз «Мехико-Менсьон» (1970)
- Почетное упоминание за иллюстрации на конкурсе «Самая красивая книга» в Чехословакии (1977)
- Почетное упоминание на Чикагском международном фестивале детских фильмов за фильм «Мудрый поросёнок» (1984)
- Специальный приз жюри на Фестивале анимационных фильмов в Чешских Будейовицах за фильм «Предметы» (1990)
- Почетная медаль Альбина Бруновского за значительный вклад в области анимационных фильмов, присужденная на XI Братиславской биеннале анимации (2012)